# مهرآباد (شهربابک)
مهرآباد، روستایی از توابع بخش مرکزی شهرستان شهربابک در استان کرمان است.

## جمعیت
این روستا در دهستان استبرق قرار دارد و براساس سرشماری مرکز آمار ایران در سال ۱۳۹۵، جمعیت آن ۴۸۸ نفر (۱۴۲ خانوار) بوده‌است.